# Aeroflot-Flug 141
Am 19. Februar 1973 verunglückte eine Tupolew Tu-154 der Aeroflot auf dem internationalen Linienflug Aeroflot-Flug 141 (Flugnummer: SU141), als sie im Endanflug auf den Flughafen Prag kurz vor der Landebahn zu Boden stürzte, wobei 66 der 100 Insassen an Bord starben.

## Maschine
Das Flugzeug war eine vier Monate alte Tupolew Tu-154 mit der Werknummer 72A-023. Die Maschine wurde im Oktober 1972 neu an die Aeroflot ausgeliefert und von dieser seitdem mit dem Luftfahrzeugkennzeichen CCCP-85023 betrieben. Das dreistrahlige Mittelstreckenflugzeug war mit drei Mantelstromtriebwerken des Typs Solowjow D-30KU-154 ausgestattet. Bis zum Zeitpunkt des Unfalls hatte die Maschine eine Gesamtbetriebsleistung von 459 Betriebsstunden absolviert, auf die 261 Flugzyklen (=Starts und Landungen) entfielen.

## Insassen
Den internationalen Linienflug hatten 87 Passagiere angetreten. Es befand sich eine 13-köpfige Besatzung an Bord. Das Flugzeug wurde von einer erfahrenen Besatzung geflogen, die sich wie folgt zusammensetzte:
- Flugkapitän (PIC) war der 41-jährige S. F. Tschernezow, der über 12.650 Stunden Flugerfahrung verfügte, davon 236 mit der Tu-154 (davon 48 Stunden bei Nacht).
- Erster Offizier war der 44-jährige W. P. Beresnew, der über 14.650 Stunden Flugerfahrung verfügte, wovon er 247 mit der Tu-154 absolviert hatte (davon 53 Stunden bei Nacht).
- Navigator war der 47-jährige W. Je. Jurtschenko., der über 4.630 Stunden Flugerfahrung verfügte, wovon 124 auf die Tu-154 entfielen (davon 25 Stunden in der Nacht).
- Flugingenieur war der 34-jährige W. M. Schtschjogoljew, der über 3.710 Stunden Flugerfahrung verfügte, wovon 957 Stunden auf die Tu-154 entfielen (davon 323 Stunden bei Nacht).
- Navigator (Inspektor) war der 35-jährige L. B. Uspenski, der über 7.280 Stunden Flugerfahrung verfügte, wovon über 310 Stunden auf die Tu-154 entfielen (davon 60 Stunden bei Nacht).
- Ausbildungsflugingenieur in überwachender Funktion war der 47-jährige I. I. Motassow, der von seinen 9.515 Stunden Flugerfahrung 674 in der Tu-154 abgeleistet hatte (davon 230 Stunden in der Nacht).
- Bordfunker-Ausbilder war der 44-jährige D. I. Sjasin, der über 9.987 Stunden Flugerfahrung verfügte, wovon 602 auf die Tu-154 entfielen (davon 156 Stunden bei Nacht).
- Auszubildender Funker war der 42-jährige A. V. Schukow, der über 10.460 Stunden Flugerfahrung verfügte, wovon nur 2 auf die Tu-154 entfielen.

Nach den verfügbaren Daten verfügten alle 8 Flugbesatzungsmitglieder über die erforderlichen Qualifikationen und gültigen Zertifikate und in ihrer Vergangenheit war es zu keinen von ihnen verschuldeten Unfällen gekommen.

## Unfallhergang
Das Flugzeug startete um 06:50 GMT zu dem Linienflug Moskau – Prag. Über dem Territorium der UdSSR erfolgte der Flug in einer Höhe von 10.000 m, und diese Höhe wurde über Rumänien auf 10.650 m erhöht. Über Warschau erhielt das Flugzeug die Freigabe für den Sinkflug auf 9.400 m und nahe der tschechoslowakischen Grenze erneut auf 8.850 m. Die Grenze wurde in 6.700 m Höhe überquert, wobei die Besatzung allen Anweisungen Folge leistete. Das Area Control Centre Prag erteilte die Freigabe, den Sinkflug auf 2.450 m fortzusetzen und das Drehfunkfeuer Rodnice anzufliegen. Um 09:00 Uhr GMT meldete das Flugzeug über Rodnice auf 2.450 m Höhe und wurde angewiesen, auf die Anflugfrequenz 121,4 MHz umzuschalten.
Während des ILS-Anflugs auf Landebahn 25 sank das Flugzeug plötzlich unter den Gleitpfad und prallte um 10:06 Uhr Ortszeit 467 m vor der Landebahn mit dem Bugrad voran auf den Boden. Die Tupolew brach daraufhin auseinander und ging in Flammen auf. Vier Stewardessen und 62 Passagiere kamen ums Leben, 18 Insassen wurden schwer verletzt und 16 blieben unverletzt.

## Ursache
Während die Ermittler offiziell zu dem Schluss kamen, dass die Ursache des Absturzes ungeklärt sei, da es aufgrund der völligen Zerstörung des Flugzeugs bei dem Absturz und dem daraus resultierenden Brand nicht möglich gewesen sei, die genaue Unfallursache zu ermitteln, wurde auf der Grundlage eines Entwurfs des Abschlussberichts argumentiert, dass der Copilot das Höhenleitwerk beim Endanflug möglicherweise versehentlich auf 0° getrimmt habe. Die Ermittler gaben an, dass der Einfluss unerwarteter atmosphärischer Turbulenzen während des Endanflugs des Flugzeugs nicht vollständig ausgeschlossen werden könne.